# Wulong (köping i Kina, Henan, lat 35,78, long 113,94)
Wulong (kinesiska: 五龙, 五龙镇) är en köping i Kina. Den ligger i provinsen Henan, i den centrala delen av landet, omkring 120 kilometer norr om provinshuvudstaden Zhengzhou. Antalet invånare är 44 089. Befolkningen består av 26 858 kvinnor och 17 231 män. Barn under 15 år utgör 29,0 %, vuxna 15-64 år 62 %, och äldre över 65 år 8,0 %.
Genomsnittlig årsnederbörd är 681 millimeter. Den regnigaste månaden är juli, med i genomsnitt 205 mm nederbörd, och den torraste är januari, med 3 mm nederbörd.